# Giải BAFTA lần thứ 10
Giải BAFTA lần thứ 10, được trao bởi Viện Hàn lâm Nghệ thuật Điện ảnh và Truyền hình Anh Quốc năm 1957 để tôn vinh những bộ phim xuất sắc nhất năm 1956.

## Chiến thắng và đề cử

### Phim hay nhất
Gervaise 
- Amici per la pelle
- Baby Doll
- The Battle of the River Plate
- Shadow
- The Unfrocked One
- Guys and Dolls
- The Killing
- The Man Who Never Was
- The Man with the Golden Arm
- Picnic
- Poprygunya
- Reach for the Sky
- Rebel Without a Cause
- Smiles of a Summer Night
- A Town Like Alice
- The Trouble with Harry
- War and Peace
- Yield to the Night

### Phim Anh hay nhất
Reach for the Sky 
- The Man Who Never Was
- The Battle of the River Plate
- A Town Like Alice
- Yield to the Night

### Nam diễn viên nước ngoài xuất sắc nhất
Francois Perier trong Gervaise 
- Karl Malden trong Baby Doll
- Pierre Fresnay trong The Unfrocked One
- Frank Sinatra trong The Man with the Golden Arm
- Spencer Tracy trong The Mountain
- William Holden trong Picnic
- James Dean trong Rebel Without a Cause
- Gunnar Bjornstrand trong Smiles of a Summer Night

### Nam diễn viên Anh xuất sắc nhất
Peter Finch trong A Town Like Alice 
- Jack Hawkins trong The Long Arm
- Kenneth More trong Reach for the Sky

### Nữ diễn viên Anh xuất sắc nhất
Virginia McKenna trong A Town Like Alice 
- Dorothy Alison trong Reach for the Sky
- Audrey Hepburn trong War and Peace

### Nữ diễn viên nước ngoài xuất sắc nhất
Anna Magnani trong The Rose Tattoo 
- Carroll Baker trong Baby Doll
- Ava Gardner trong Bhowani Junction
- Maria Schell trong Gervaise
- Jean Simmons trong Guys and Dolls
- Susan Hayward trong I'll Cry Tomorrow
- Kim Novak trong Picnic
- Marisa Pavan trong The Rose Tattoo
- Eva Dahlbeck trong Smiles of a Summer Night
- Shirley MacLaine trong The Trouble with Harry

### Kịch bản Anh xuất sắc nhất
The Man Who Never Was - Nigel Balchin 